# حوض الكارياكو

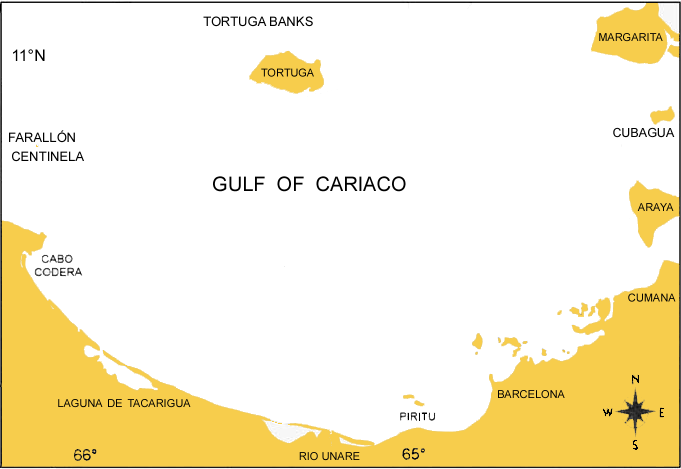
حوض الكارياكو, فنزويلا

يقع حوض الكارياكو قبالة الساحل الشمالي المركزي لفنزويلا ويشكل خليج الكارياكو. ويحده من الشرق جزيرة مارغريتا، وجزيرة كاباغوا، وشبه الجزيرة أرايا، ويحده من الشمال جزيرة تورتوغا وضفاف تورتوغا، ومن الغرب رأس كوديرا والصخور المعروفة باسم فاراينتين تيميلا، ومن الجنوب ساحل فنزويلا.
حوض الكارياكو يشكل الحوض الشرقي الغربي الذي يميل بانسحاب بعيدا (شوبرت، 1982) ويقع على الجرف القاري قبالة الساحل الشرقي لفنزويلا. وهو منخفض عميق يتكون من حوضين فرعيين، الحوض الشرقي والحوض الغربي، عمق كل منهما 140 م، منفصلة بمرتفع يصل بين قمتين يصل إلى م900. اما إلى الجنوب، فان تخوم الحوض عريضة تبلغ (50 كلم) المعروفة باسم رصيف اوناري.
وهو متصل بالبحر الكاريبي المفتوح من خلال قناتين ضحلتين (140 م)، إلى الشمال (قناة تورتوغا)، وإلى الغرب (قناة سينتينيلا). يقتصر تداول المياه داخل الحوض وبالتالي فهما مشتركتان في الإنتاجية الابتدائية السنوية العالية للمنطقة (500 غم سم −2 سنة−1)، مما يؤدي إلى نقص الأكسجين في ماء الحوض بشكل دائم، أقل من 25 م (مولر كارغر وآخرون، 2001؛ 2004).
يؤدي نقص الاكسجين في ماء الحوض الذي يحدث بصورة طبيعية إلى السماح للترسبات أن تترسب من دون التعكر الأحيائي، مشكلة بذلك خطوط طبيعية بالتناوب مع الضوء والألوان الداكنة، والتي تتوافق مع موسم الجفاف أو الأمطار (هوغ وآخرون، 2001). انها الجغرافيا الفريدة من نوعها ومن دون عائق فان تسجيل الترسبات يقدم تأريخا ممتازا لتغير المناخ الاستوائي وحساسية خاصة للتغيرات في منطقة التلاقي بين الأقاليم المدارية (أي تي سي زد) (بيترسون وهوغ، 2006)، وقد ظلت موضوع بحث للرصد المناخي واسع النطاق.
بسبب نقص الأكسجين بحوض الكارياكو فان لديه أيضا كيمياء فريدة من نوعها. فالبكتيريا تعيش على أجزاء مؤكسدة وناقصة الأكسجين لعمود المياه، وكحد أقصى في جميع أنحاء الواجهة حيث يختفي الأوكسجين (تايلور وآخرون، 2001). هذه 'الواجهة' تتراوح بين 200 و 300 متر. وفي مثل هذا الموقع الفريد، فان حوض الكارياكو هو موقع لمجموعة متنوعة من الدراسات منذ منتصف 195s. ومنذ عام 1995، فان البرنامج الدولي (فنزويلا والولايات المتحدة) توسع للبحث في الحوض. والكارياكو (الاستبقاء الكربوني في المحيط الملون؛ ) هو برنامج يتألف من محطات زمنية متسلسلة في العمق الشرقي من الحوض والذي يزار شهريا بشكل أساسي لجمع القياسات الهيدروغرافية والمغذيات وقابلية الإنتاج الابتدائية. وتجري أيضا مجموعة من القياسات الأخرى، بما في ذلك إرساء مصيدة الترسبات، والدراسات الميكروبيولوجية والقياسات الجارية في هذا الموقع. أظهرت الأعمال التي نتجت عن برنامج السلاسل الزمنية في محيط الكارياكو أن هذا الحوض ناقص الأكسجين حيوي للغاية وقد ساعد على فهم الرقم القياسي للرصد المناخي القديم المخزن في ترسبات الحوض.